# Ayumi Oya
Ayumi Oya (大矢 歩, 8 de novembre de 1994) és una futbolista japonesa.

## Selecció del Japó
Va debutar amb la selecció del Japó el 2017. Va disputar 9 partits amb la selecció del Japó.

## Estadístiques
| Selecció del Japó | Selecció del Japó | Selecció del Japó |
| Anys              | Partits           | Gols              |
| ----------------- | ----------------- | ----------------- |
| 2017              | 8                 | 0                 |
| 2018              | 1                 | 0                 |
| Total             | 9                 | 0                 |